# Around the World (álbum de Mariah Carey)
Around the World é o quinto lançamento em vídeo da artista musical estadunidense Mariah Carey. O vídeo mostra Mariah se apresentando em várias locações em várias partes do mundo em sua Butterfly World Tour. O projeto foi lançado em abril de 1999.
Originalmente exibido para um especial televisivo no final de 1998 no canal UPN. O DVD coleciona várias cenas de edição mostrando várias apresentações pela metade ou em uma música várias apresentações. O programa original apresentou na versão televisiva as mesmas edições por tempo limitado de exibição mas na versão do DVD há algumas versões completas. As canções suprimidas incluem "Emotions", "Dreamlover", "My All", "I'll Be There" e "Whenever You Call." As canções não-editadas são "Fantasy", "I Still Believe", "Honey" e "Hero" sendo esta última contendo cinco apresentações editada em uma única.
O DVD foi também criticado por ter mais cenas de bastidores que apresentações ao vivo, que inclui Mariah explorando Japão, Havaí e Austrália. Em Nova Iorque há cenas de Mariah promovendo seu então álbum #1's album e, uma conversa com Brenda K. Starr relembrando os tempos que Mariah foi cantora de apoio da mesma. Há uma regravação da canção "Hopelessly Devoted to You" do filme Grease apresentada juntamente com a cantora original, Olivia Newton-John.
Os clipes do álbum Butterfly: "Butterfly", "Breakdown", "The Roof (Back in Time)" e "My All" foram incluidos no DVD.

## Lista de faixas
| Around the World |                                                      | |         |  |
| N.º              | Título                                               | Compositor(es) | Duração |  |
| 1.               | "Introdução"                                         | | 0:16    |  |
| 2.               | "Introdução de Butterfly" / "Emotions"               | Mariah Carey Walter Afanasieff / Carey Robert Clivillés David Cole                                                           | 4:14    |  |
| 3.               | "Fantasy"                                            | Carey Ol' Dirty Bastard Dave Hall Chris Frantz Tina Weymouth Adrian Belew Steven Stanley                                     | 5:27    |  |
| 4.               | "Dreamlover"                                         | Carey Hall | 2:49    |  |
| 5.               | "My All"                                             | Carey Afanasieff | 2:33    |  |
| 6.               | "Japão / Nova Iorque"                                | | 1:46    |  |
| 7.               | "Conversa com Brenda K. Starr"                       | | 1:04    |  |
| 8.               | "I Still Believe"                                    | Antonina Armato Giuseppe Cantarelli                                                                                          | 3:40    |  |
| 9.               | "I'll Be There" (compart. de Trey Lorenz)            | Berry Gordy Bob West Hal Davis Willie Hutch                                                                                  | 3:19    |  |
| 10.              | "Diversão na Austrália"                              | | 2:43    |  |
| 11.              | "Hopelessly Devoted to You" (com Olivia Newton-John) | John Farrar | 2:00    |  |
| 12.              | "#1's Fan Appreciation Party"                        | | 0:37    |  |
| 13.              | "Whenever You Call" (com Brian McKnight)             | Carey Afanasieff | 3:09    |  |
| 14.              | "Honey"                                              | Carey Sean "Puffy" Combs Kamaal Fareed Steven Jordan Stephen Hague Bobby Robinson Ronald Larkins Larry Price Malcolm McLaren | 5:06    |  |
| 15.              | "Hero" / Finalização de "Butterfly"                  | | 5:30    |  |
| Duração total:   | Duração total:                                       | Duração total: | 44:13   |  |

| Around the World - Conteúdo bônus |                                                                 |                                                    |                    |         |  |
| N.º                               | Título                                                          | Compositor(es)                                     | Diretor(es)        | Duração |  |
| 1.                                | "Biography"                                                     |                                                    |                    |         |  |
| 2.                                | "Discography"                                                   |                                                    |                    |         |  |
| 3.                                | "Butterfly" (videoclipe)                                        | Carey Afanasieff                                   | Carey Daniel Pearl | 4:45    |  |
| 4.                                | "Breakdown" (com part. de Krayzie Bone e Wish Bone) (videoclpe) | Carey Anthony Henderson Charles Scruggs Jordan     | Carey Diane Martel | 4:38    |  |
| 5.                                | "The Roof" (videoclipe)                                         | Carey Jean Claude Oliver Samuel Barnes Cory Rooney | Carey Martel       | 5:35    |  |
| 6.                                | "My All" (videoclipe)                                           | Carey Afanasieff                                   | Herb Ritts         | 3:59    |  |

## Desempenho
| Parada                                     | Posição | Certificado | Vendas  |
| ------------------------------------------ | ------- | ----------- | ------- |
| Brasil - Music DVD Chart                   |         | Ouro        | 25.000  |
| Estados Unidos - Billboard Top Music Video | 3       | Platina     | 100.000 |